# Philip Pickett
Philip Pickett (Londra, 19 novembre 1950) è un flautista inglese, virtuoso di flauto dolce, specializzato in musica barocca e direttore musicale di ensemble di musica antica, tra i quali spicca il New London Consort da lui fondato..

## Biografia
Philip Pickett iniziò lo studio della tromba alla Marling School di Stroud. Incontrò poi Antony Baines e David Munrow che lo incoraggiarono a provare gli antichi strumenti a fiato come il flauto dolce, ciaramella e rackett. Studiò alla Guildhall School of Music and Drama a Londra e fu costretto ad interrompere gli studi della tromba a seguito di un incidente occorsogli sulla metropolitane di Londra alla fine del primo anno di lezioni.
Nel 1972 divenne insegnante di flauto dolce e prassi esecutiva storica. Nel corso della sua carriera ha suonato nell'Academy of St. Martin in the Fields, in The English Concert, nella English Chamber Orchestra, nei London Mozart Players ed in molte altre orchestre.
Il 20 febbraio 2015 Pickett è stato giudicato colpevole di due stupri e due molestie sessuali consumati tra il 1979 e il 1983 ai danni di alunne della Guildhall School di Londra, dove è stato insegnante per venticinque anni. Per tali reati è stato condannato a undici anni di detenzione.

### L'alchimista
Pickett introdusse numerosi elementi teatrali nei suoi concerti, comprese alcune esibizioni nei foyer come prestidigitazione e mangiafuoco. Nel 1976 aderì alla Albion Band, un gruppo folk-rock diretto da Ashley Hutchings. Essi suonavano un misto di musica folk tradizionale e pezzi di musica medioevale suonato con una vasta gamma di strumenti: dulciana, ciaramella, flauto dolce, cromorno, cornamusa, racket, chalumeau e sintetizzatore. Nello stesso gruppo si esibiva John Sothcott del gruppo di musica antica St George's Canzona, che suonava viella, citola e cromorno.
Nel 1988 pubblicò l'album Alchemist, realizzato insieme con alcuni dei suoi più assidui collaboratori e comprendente elaborazioni di musiche medioevali, rinascimentali e barocche realizzate dallo stesso Pickett, oltre a tre composizioni dell'amico John Du Prez, musicista noto quale autore di varie colonne sonore cinematografiche e per la sua collaborazione con i Monty Python.

### The Musicians of the Globe
Nel 1993 divenne direttore artistico dei "Purcell Room Early Music series" e nello stesso anno venne nominato direttore dell'Early Music al Shakespeare's Globe Theatre. Il suo ensemble, The Musicians of the Globe, è specializzato nell'esecuzione di musica inglese dal XVI al XVII secolo.  Dal 1994 al 1997 è stato direttore e fondatore dell'Aldeburgh Early Music Festival.

### The New London Consort
Contemporaneamente ai Musicians of the Globe, Pickett prosegue con la direzione del principale complesso, il New London Consort, già attivo dagli anni '80. Questo gruppo ha un ampio repertorio, che copre musiche medioevali e rinascimentali inglesi, spagnole, italiane e tedesche, e arriva ad includere anche opere di compositori del barocco come Monteverdi, Bach, Vivaldi e Purcell. Molti dei pezzi eseguiti sono frutto delle ricerche effettuate dallo stesso Pickett nelle biblioteche di tutta Europa.

## Discografia

### Con l'Albion Band

#### Albums
- 1977 - The Prospect Before Us
- 1978 - Rise up Like The Sun

#### Singoli
- 1976 - Hopping Down in Kent/Merry Sherwood Rangers
- 1977 - The Postman's Knock/La Sexte Estampie Real
- 1978 - Poor Old Horse/Ragged Heroes
- 1979 - Pain and Paradise/Lay Me Low

### Con il New London Consort
- 1985 - Michael Praetorius, Dances from Terpsichore (Decca "L'Oiseau-Lyre")
- 1987 - Carmina Burana vol. 1-4 (Decca "L'Oiseau Lyre")
- 1990 - Llibre Vermell of Montserrat. Pigrim songs & dances (Decca "L'Oiseau-Lyre")
- 1991 - Tielman Susato, Dansereye, 1551 (Decca "L'Oiseau-Lyre")
- 1991 - Claudio Monteverdi, Vespro della Beata Vergine (Decca "L'Oiseau-Lyre")
- 1991 - Claudio Monteverdi, L'Orfeo (Decca "L'Oiseau-Lyre")
- 1991 - Biber and Schmelzer, Trumpet music (Decca "L'Oiseau-Lyre")
- 1992 - The Pilgrimage to Santiago (Decca "L'Oiseau-Lyre")
- 1992 - Georg Philipp Telemann: Suite in A Minor, Recorder Concertos (Decca "L'Oiseau-Lyre")
- 1992 - Antonio Vivaldi, Concertos & Cantatas (Decca "L'Oiseau-Lyre")
- 1992 - Music From The Time Of Columbus (Linn Records)
- 1993 - The Feast of Fools (Decca "L'Oiseau-Lyre")
- 1994 - Oswald von Wolkenstein, Knightly Passions (Decca "L'Oiseau-Lyre")
- 1994 - John Blow, Venus & Adoniis (Decca "L'Oiseau Lyre")
- 1995 - Johann Sebastian Bach, Brandenburg Concertos (Decca "L'Oiseau-Lyre")
- 1995 - Mattew Locke, Psyche (Decca "L'Oiseau-Lyre")
- 1996 - Visitatio. Holy Week in Cividale del Friuli (Decca "L'Oiseau-Lyre")
- 1996 - Sinners and Saints, raccolta (Decca "L'Oiseau-Lyre")
- 1996 - Heinrich Ignaz Franz Biber, Requiem (Decca "L'Oiseau-Lyre")
- 1996 - Claudio Monteverdi, Il Combattimento di Tancredi e Clorinda, Il ballo delle ingrate, Tirsi e Clori (Decca "L'Oiseau-Lyre")
- 1997 - Mateo Flecha, Ensaladas (Decca "L'Oiseau-Lyre")
- 1997 - Johann Sebastian Bach, Orchestral Suites (Decca "L'Oiseau-Lyre")
- 1998 - The Sylvan and Oceanic Delights of Posilipo (Decca "L'Oiseau Lyre")
- 1998 - Ars Subtilior (Linn Records)
- 1999 - Georg Philipp Telemann, Wassermusik (Decca)
- 1992 - Elizabethan & Jacobean Consort Music (Linn Records)
- 1992 - Trionfi! A Florentine Festival (Decca "L'Oiseau Lyre")
- 1998 - Gautier de Coincy, Songs of Angels (Decca)
- 2001 - Antonio Vivaldi, Gloria RV 588 and Dixit Dominus RV 595 (Decca)

### Con The Musicians Of The Globe
- 1997 - Shakespeare's Musick. Songs & Dances from Shakepeare's Plays (Philips)
- 1997 - Ben Jonson's 'The Masque Of Oberon' (Philips)
- 1997 - Purcell's Shakespeare (Philips)
- 1998 - Thomas Linley, Jr. A Shakespeare Ode On The Witches and Fairies (Philips)
- 1998 - The Enchanted Island (Philips)
- 1999 - Nutmegs and Ginger (Philips)
- 1999 - Shakespeare at Covent Garden (Philips)

### Con Richard Thompson
- 1998 - The Bones of All Men

### Con artisti vari
- 1994 - Gabrieli in Venice, con il London Brass (Teldec)
- 1998 - Alchemist (Linn Records, CKD 031)